# Compert Con Chulainn
Compert Con Chulainn ['kombʴeRt xon 'kuliNʴ] („Cú Chulainns Empfängnis“) ist der Titel eine Sage aus der Irischen Mythologie. Die Sage ist eine Remscéla (Vorerzählung) der Táin Bó Cuailnge („Der Rinderraub von Cooley“) aus dem Ulster-Zyklus. Diese Sage ist in zwei unterschiedlichen Versionen im Lebor na hUidre („Das Buch der dunklen Kuh“) aus dem 12. Jahrhundert und in einigen jüngeren Manuskripten überliefert. Die älteste vermutete Version im Lebor Dromma Snechta („Das Buch von Druim Snechta“) ist zusammen mit diesem Sammelwerk verschollen.

## Inhalt
Deichtire, die Schwester (andere Version – die Tochter) des Königs Conchobar mac Nessa  wird nach mythischer Überlieferung von Lugh nach dreimaliger Vereinigung schwanger und bringt einen Knaben zu Welt, der den Namen Sétanta erhält. Bereits zweimal soll eine Verkörperung des Kindes der endgültigen Geburt vorhergegangen sein, da nach druidischer Lehre erst die dritte Inkarnation die vollkommene sei. Auch eine inzestuöse Verbindung Conchobars mit Deichtire wird in einer Version der Erzählung angedeutet. In der gleichen Nacht werden zwei Pferde geboren, die später Cú Chulainns Wagen ziehen sollten – Liath Macha und Dub Sainglenn. Nach dem menschlichen Gatten Deichtires, Súaltam mac Róich, wird der Knabe Sétanta mac Sualtáim genannt. Er kommt zu Deichtires Schwester Finncháem und deren Gatten Amairgin mac Ecit Salaig, den Eltern Conall Cernachs, die ihn aufziehen.
Als Sétanta den Hund des Schmiedes Caulann erschlägt, verpflichtet er sich zur Sühne, ihm so lange selber als Wachhund zu dienen, bis ein neuer herangewachsen ist und er erhält deshalb den Namen Cú Chulainn („Hund des Caulann“). Außerdem wird er mit der lebenslangen geis (Tabu) belegt, kein Hundefleisch essen zu dürfen.